# 4927 O'Connell
4927 O'Connell este un asteroid din centura principală, descoperit pe 21 octombrie 1982 de Zdeňka Vávrová.